# Phalaeops
Phalaeops là một chi nhện trong họ Pisauridae.